# Letizia Scifoni
Letizia Scifoni, all'anagrafe Maria Letizia Scifoni (Roma, 26 marzo 1978), è una doppiatrice italiana.
È la nipote del doppiatore Michele Gammino.

## Carriera
Ha doppiato in numerosi film, tra cui Una scatenata dozzina, La maledizione della prima luna, Ice Princess - Un sogno sul ghiaccio, Quel pazzo venerdì, The Ring, Adèle e l'enigma del faraone, Nata per vincere, Final Destination 3 e Prima ti sposo poi ti rovino.
Sempre per il grande schermo ha doppiato Zoe Saldana che interpreta Gamora in tutti i film in cui compare del Marvel Cinematic Universe.
Inoltre, ha doppiato la protagonista della serie TV Ugly Betty, Brenda Asnicar (Antonella) nella sitcom Patito Feo (Il mondo di Patty), Willa Holland nella parte di Kaitlin Cooper in The O.C., dalla terza serie, e in Gossip Girl nel ruolo di Agnes, l'attrice Tania Raymonde in Malcolm (sua è la seconda voce di Cynthia) e in Lost nella parte di Alex Rousseau, Lorna Want in I Dream, la protagonista Lena nel telefilm Kebab for Breakfast, la vampira Anna in The Vampire Diaries, Bella in H2O, la surfista Rachel Samuels nella seconda stagione di Blue Water High, la cantante Natalie Pérez (Luna Guzman) nel 2011 in Incorreggibili, Marina Squerciati (Kim Burgess) in Chicago P.D., e Diane Guerrero in Orange Is the New Black.
Ha prestato la voce anche a diversi personaggi nel mondo dell'animazione, come Rose del cartone animato American Dragon, Yori di Kim Possible, Kagome Higurashi dalla seconda alla sesta serie del famoso anime Inuyasha, Euphemia di Code Geass, Kokorì di Guru Guru - Il girotondo della magia e Marinette Dupain-Cheng alias Ladybug di Miraculous - Le storie di Ladybug e Chat Noir.

## Doppiaggio

### Film
- Zoe Saldana in La maledizione della prima luna, Guardiani della Galassia, La legge della notte, Guardiani della Galassia Vol. 2, Avengers: Infinity War, Avengers: Endgame, The Adam Project, Amsterdam, Guardiani della Galassia Vol. 3
- America Ferrera in La stessa luna, 4 amiche e un paio di jeans 2, Matrimonio in famiglia, End of Watch - Tolleranza zero, Special Correspondents, Barbie
- Maggie Grace in Io vi troverò, Innocenti bugie, The Twilight Saga: Breaking Dawn - Parte 1, Taken - La vendetta, The Twilight Saga: Breaking Dawn - Parte 2, Taken 3 - L'ora della verità
- Tessa Thompson in Creed - Nato per combattere, Creed II, Men in Black: International, Between Two Ferns - Il film, Due donne - Passing, Creed III
- Megalyn Echikunwoke in Damsels in Distress - Ragazze allo sbando, Electric Slide, La scuola serale
- Amanda Crew in Final Destination 3, Segui il tuo cuore, Il messaggero - The Haunting in Connecticut
- Monique Coleman in High School Musical, High School Musical 2, High School Musical 3: Senior Year
- Nikki Blonsky in Hairspray - Grasso è bello, Valemont, Huge - Amici extralarge
- Kate Mara in Urban Legend 3, Fantastic 4 - I Fantastici Quattro, Morgan
- Brittany Snow in Voices, Pitch Perfect 2, Pitch Perfect 3
- Sprague Grayden in Paranormal Activity 2, Paranormal Activity 3, Paranormal Activity 4
- Sofia Boutella in Fahrenheit 451, Rebel Moon - Parte 1: Figlia del fuoco, Rebel Moon - Parte 2: La sfregiatrice
- Amanda Seyfried in Mean Girls, Jennifer's Body
- Julia Stiles in L'ombra del diavolo, Pazzo di te!
- Cynthia Addai-Robinson in The Accountant, The Accountant 2
- Hilary Duff in Una scatenata dozzina, Il ritorno della scatenata dozzina
- Tina Desai in Marigold Hotel, Ritorno al Marigold Hotel
- Natalie Morales in Tre mogli per un papà, Fidanzata in affitto
- Mary Elizabeth Winstead in 10 Cloverfield Lane
- Mila Kunis in Amici di letto
- Emily Blunt in Il cacciatore e la regina di ghiaccio
- Emily Browning in Pompei
- Ruth Negga in Ad Astra
- Jerrika Hinton in A Christmas Kiss - Un Natale al bacio
- Carey Mulligan in Gli ostacoli del cuore
- Hayden Panettiere in Ice Princess - Un sogno sul ghiaccio
- Rachael Bella in The Ring
- Stephanie Szostak in Iron Man 3
- Ashley Lilley in Mamma mia!
- Samantha Barks in Les Misérables
- Tahyna Tozzi in X-Men le origini - Wolverine
- Antonia Campbell-Hughes in Bright Star
- Indiana Evans in Laguna blu - Il risveglio
- Sarah Carter in Skinwalkers - La notte della luna rossa
- Kesha in Jem e le Holograms
- Brenda Song in Una star in periferia
- Go Ah-sung in Snowpiercer
- Anna Sawai in Ninja Assassin
- Gianna Jun in The Last Vampire - Creature nel buio
- Isabella Leong in The Eye Infinity
- Hedy Burress in La verità è che non gli piaci abbastanza
- Eliza Taylor in The November Man
- Louise Bourgoin in Adèle e l'enigma del faraone
- Hong Chau in The Whale
- Jessica Brown Findlay in The Hanging Sun - Sole di mezzanotte
- Yvonne Catterfeld in Cecelia Ahern - I fiori del destino
- Sara Martins in Un colpo di fortuna - Coup de chance
- Denise M'Baye in L'aggiusta-cuori
- Monika Frajczyk in Giusto in tempo per Natale
- Yann Yann Yeo in Havoc
- Christina Vidal in Quel pazzo venerdì, sempre più pazzo

### Film d'animazione
- Kagome Higurashi in Inuyasha the Movie - Un sentimento che trascende il tempo, Inuyasha the Movie - Il castello al di là dello specchio, Inuyasha the Movie - La spada del dominatore del mondo, Inuyasha the Movie - L'isola del fuoco scarlatto
- Tomoyo Daidouji in Card Captor Sakura - The Movie (primo doppiaggio), xxxHOLiC - Il film, Tsubasa Chronicle - Il film
- Astrid in Dragon Trainer, Dragon Trainer 2, Dragon Trainer - Il mondo nascosto
- Mami Tomoe in Puella Magi Madoka Magica - Parte 1 - L'inizio della storia, Puella Magi Madoka Magica - Parte 2 - La storia infinita, Puella Magi Madoka Magica - Parte 3 - La storia della ribellione
- Abigail in C'era una volta nella foresta
- Fko in Utena la fillette révolutionnaire - The Movie: Apocalisse adolescenziale
- Bianca in Pokémon Heroes
- Parva in Parva e il principe Shiva
- Miyuki in Tokyo Godfathers
- Scarlett in Steamboy
- Tia in Cars - Motori ruggenti
- Aquata in La sirenetta - Quando tutto ebbe inizio
- Neera in Planet 51
- Tip Tucci in Home - A casa
- Dawn Bellwether in Zootropolis
- Lilli in Lilli e il vagabondo
- Hikari Kujo/Shiny Luminous in Pretty Cure Max Heart 2 - Amici per sempre
- Marinette Dupain-Cheng/Ladybug in Miraculous - Le storie di Ladybug e Chat Noir: Il film

### Serie televisive
- Dreama Walker in Non fidarti della str**** dell'interno 23, The Good Wife, New Girl, Royal Pains, Ugly Betty
- Vanessa Lengies in Castle, Glee, Turner e il casinaro - La serie, True Lies
- America Ferrera in Ugly Betty, CSI - Scena del crimine, Superstore
- Kristen Schaal in 30 Rock, The Last Man On Earth, La misteriosa accademia dei giovani geni
- Kesha in Jane the Virgin, Nashville, Miss Farah
- Rutina Wesley in True Blood (st. 5-7), The Walking Dead, The Last of Us
- Madeleine Mantock in The Tomorrow People, Into the Badlands
- Hilary Duff in Younger, How I Met Your Father
- Laia Costa in Foodie Love, Diavoli
- Bridget Regan in Beauty and the Beast, Jane The Virgin
- Eliza Taylor in The Sleepover Club, The 100
- Troian Bellisario in Pretty Little Liars, Suits
- Natalie Dormer in Il Trono di Spade, Penny Dreadful: City of Angels
- Kate Mara in House of Cards - Gli intrighi del potere, Black Mirror
- Jerrika Hinton in Grey's Anatomy, Hunters
- Malese Jow in The Vampire Diaries, Castle
- Tania Raymonde in Lost, Malcolm (s. 3-7)
- Pearl Mackie in Doctor Who, Tom Jones - Una storia d'amore
- Zoe Saldana in From Scratch - La forza di un amore, Lioness
- Amber Rose Revah in The Punisher
- Karoline Schuch in Last Cop - L'ultimo sbirro
- Alexa Nikolas in Zoey 101
- Amy Acker in Alias
- Andrea Carballo in Le due facce dell'amore
- Antonia Thomas in Misfits
- Jamie Gray Hyder in Law & Order - Unità vittime speciali
- Cascade Brown in My Spy Family
- Denise M'Baye in Un ciclone in convento
- Diane Guerrero in Orange Is the New Black
- Elisabeth Jordán in Paso adelante
- Erin Cummings in Spartacus
- Felicity Jones in Il diario di Anna Frank
- Indiana Evans in H2O
- Jennifer Freeman in Tutto in famiglia
- Josefine Preuß in Kebab for Breakfast
- Juliette Roudet in Profiling
- Katie Nazer-Hennings in The Sleepover Club
- Kelly Osbourne in The Osbournes (2ª voce)
- Larissa Wilson in Skins
- Leah Pipes in The Originals
- Liza Weil in Le regole del delitto perfetto
- Marina Squerciati in Chicago P.D.
- Megan Boone in Law & Order: LA
- Clare-Hope Ashitey in Seven Seconds
- Michelle Trachtenberg in Mercy
- Monique Coleman in Zack e Cody al Grand Hotel
- Rooney Mara in Women's Murder Club
- Sarah Smyth in Cedar Cove
- Vanessa Morgan in The Latest Buzz
- Willa Holland in The O.C.
- Jamie Clayton in Sense8
- Melissa Fumero in Brooklyn Nine-Nine
- Tristin Mays in Macgyver
- Danielle Moné Truitt in Deputy
- Yasmine Al-Bustami in NCIS: Hawai'i
- Aliza Vellani in Sweet Tooth
- Lisseth Chavez in Legends of Tomorrow
- Jessica Brown Findlay in Downton Abbey
- Skye McCole Bartusiak in CSI - Scena del crimine
- Hiba Dagher (stagioni 1-2) e Mariam Mishref (stagioni 3-5) in Miss Farah
- Vanessa Marano in NCIS: New Orleans
- Edi Patterson in Knuckles

### Telenovelas
- Samantha Réniér in Venti del nord
- Brenda Asnicar in Il mondo di Patty
- Natalie Pérez in Incorreggibili
- María Teresa Barreto in Niñas mal
- Liannet Borrego in Pasión prohibida
- Agustina Posse in Niní

### Serie animate
- Sabine Wren in Star Wars Rebels, Star Wars: Forces of Destiny
- Astrid in Dragons
- Abby in Barnyard - Ritorno al cortile
- Rose / Thorn in American Dragon: Jake Long
- Staci in A tutto reality - La vendetta dell'isola
- Kokori in Guru Guru - Il girotondo della magia
- Kagome Higurashi in Inuyasha (serie 2-6)
- Euphemia in Code Geass
- Sara Mudo in Angel Sanctuary
- Mamimi Samejima in FLCL
- Fa Yuir in Mobile Suit Z Gundam
- Rem Saverem in Trigun
- Miwako Sakurada in Paradise Kiss
- Miyu Yamazaki in GALS!
- Mani in Strange Dawn
- Maya Mukai in Full Metal Panic!
- Hitomi Kisaki in GTO - Great Teacher Onizuka
- Tatiana Wisla in Last Exile
- Wendy in Cinderella Boy
- Miori Sahara in Ayashi no Ceres
- Hikari Kujo/Shiny Luminous in Pretty Cure Max Heart
- Sakuya in Eureka Seven
- Shinobu Miyake in Lamù, la ragazza dello spazio (episodi da 130 a 195)
- Mimi Yoshioka in Lovely Complex
- Liz-Beth in Capitan Flamingo
- Mami Tomoe in Puella Magi Madoka Magica
- Tish Katsufrakis in Finalmente weekend!
- Rin Haruka in Machine Robo Rescue
- Akane Tsunemori in Psycho-Pass
- Erika Takatō in Victory Kickoff!! - Sfide per la vittoria
- Shelly in The Replacements - Agenzia sostituzioni
- Mappa (Prima voce) in Dora l'esploratrice
- Marinette Dupain Cheng/Ladybug in Miraculous - Le storie di Ladybug e Chat Noir
- Fenzy in Sendokai Champions
- Koan in Pretty Guardian Sailor Moon Crystal
- Aqua in Duel Masters
- Lorelei in World of Winx
- Rayna Cartflight in Maggie
- Lila in Hey, Arnold!
- Missy in Big Mouth (1ª, 3ª, 4ª, 5ª, 6ª stagione)
- Demone in Abenobashi - Il quartiere commerciale di magia
- Saori Utsugi in Mao Dante
- Yui Hongo in Fushigi yûgi 2
- Moto Tonamura in Boogiepop Phantom
- Sue in I Vampiriani - Vampiri vegetariani
- Hanamaru in Hello Kitty - Il teatrino delle fiabe
- Dahlia in Skyland
- Clarisse in Elisir di lunga strizza
- Delizia in Fragolina Dolcecuore
- Yori in Kim Possible
- Panelope Patterson in Kick Chiapposky - Aspirante stuntman
- Splendor in Miss Spider
- Wimzie in Oggi a casa di Wimzie
- Freccia "Tip" Tucci in Home - Le avventure di Tip e Oh
- Airu Suzaki in Digimon Fusion Battles
- Vi in Arcane
- Ondina in Pinocchio and Friends
- Susy Pecora (2ª voce) in Peppa Pig (st.2-6)
- Gamora in What If...?

### Videogiochi
- Tia in Cars - Motori ruggenti[2]
- Celine in Ratatouille

## Premi e riconoscimenti
- 2007 - Premio Voce TV come Migliore voce femminile. Per il doppiaggio di America Ferrera (Candidata)
- 2013 - Leggio d'oro come Miglior voce telefilm (Vincitrice) [3]